# Hapigia alexiae
Hapigia alexiae är en fjärilsart som beskrevs av Paul Thiaucourt. Hapigia alexiae ingår i släktet Hapigia och familjen tandspinnare. Inga underarter finns listade i Catalogue of Life.